# Lynni Treekrem
Helen Lynn Treekrem, detta Lynni (Seattle, 26 dicembre 1958), è una cantante statunitense naturalizzata norvegese.

## Biografia
Ut i vind (1991), primo album in studio della cantante, ha raggiunto la 12ª posizione della VG-lista. È poi uscito Tusenfryd (1994), classificatosi 4º e candidato per lo Spellemannprisen all'album dell'anno.
Haugtussa (1995) le ha fatto guadagnare lo Spellemannprisen alla miglior artista femminile, oltre a fare il debutto in 31ª posizione in classifica. La raccolta I manesjen 1990–2003 è stato il terzo disco della cantante a entrare la top 20 norvegese.

## Discografia

### Album in studio
- 1991 – Ut i vind
- 1994 – Tusenfryd
- 1995 – Haugtussa (con Ketil Bjørnstad)
- 1997 – Storm
- 1999 – Falne engler (con Steinar Albrigtsen e Henning Kvitnes)
- 1999 – Himmelrand (con Det norske solistkor)
- 2004 – Sweethearts

### Raccolte
- 2003 – I manesjen 1990–2003

### Singoli
- 1991 – Te sola rinn
- 1994 – Rosan e rød
- 1994 – Tusenfryd
- 2003 – Shangrila